# 申翼熙
申翼熙（朝鮮語：신익희，1894年6月9日—1956年5月5日），號海公（해공），在中国時姓名王邦平，王海公，王邦牛。韩国的独立运动家，政治家，民主国民党及民主党的創辦人與領導人。

## 首页
- 海公申翼熙記念館 
- 海公申翼熙記念會 
- 海公申翼熙生家 （页面存档备份，存于） 